# Irving Gudiño
Irving Jahir Gudiño López (ur. 15 listopada 2000 w mieście Panama) – panamski piłkarz występujący na pozycji defensywnego pomocnika, reprezentant Panamy, od 2021 roku zawodnik Tauro.